# Rorippa amphibia
Rorippa amphibia é uma espécie de planta com flor pertencente à família Brassicaceae.
A autoridade científica da espécie é (L.) Besser, tendo sido publicada em Enumeratio Plantarum 27. 1821.

## Portugal
Trata-se de uma espécie presente no território português, nomeadamente em Portugal Continental.
Em termos de naturalidade é nativa da região atrás indicada.

## Protecção
Não se encontra protegida por legislação portuguesa ou da Comunidade Europeia.